# العوالي (محافظة المويه)
مركز العوالي أحد المراكز الإدارية التابعة لمحافظة المويه في منطقة مكة المكرمة.

## المركز
يبعد المركز عن محافظة الطائف 250 كيلو متر بإتجاه الشمال الشرقي، نوع الطريق أسفلت. خدمات التعليم: أقرب مدينة أو قرية بها تعليم هي قرية المشقار أم الدوم التي تبعد عن المركز 50 كم. أقرب مدينة أو قرية بها مركز خدمات صحية هي قرية المشقار أم الدوم. الخدمات العامة: يحتوي المركز على مركز إداري.